# Ameralik
Der Ameralik („Der mit Rinde Versehene“ oder „Der mit Geweihfell Versehene“) ist ein grönländischer Fjord im Distrikt Nuuk in der Kommuneqarfik Sermersooq.

## Geografie
Der Ameralik liegt etwa 13 km südlich von Nuuk. An seiner Mündung liegt der Schärengarten von Nuuk. An der Südküste etwa 10 km vor der Mündung fließt der Fjord Eqaluit Paarliit (Præstefjord) zu. Nach etwa 52 km teilt sich der Fjord in den nördlichen Arm Itilleq und den südlichen Ameralla auf, wobei ersterer den Ameralik eher direkt fortzusetzen scheint.

## Archäologische Spuren
Im Fjordkomplex befinden sich archäologische Überreste verschiedener Kulturen, die ältesten von der Saqqaq-Kultur. In den beiden Fjordenden des Itilleq und des Ameralik befinden sich zahlreiche Überreste der Grænlendingar. Es ist davon auszugehen, dass der Fjordkomplex der in den altnordischen Sagas erwähnte Lýsufjǫrðr ist, in dem der größte Hof der Vestribygð, Sandnes, sowie die Domkirche in Steinsnes lagen.

## Sonstiges
Über den Ameralik verläuft mit einer Spannweite von 5376 m die längste Freileitung der Welt. Sie dient zur Übertragung der im 1993 errichteten Wasserkraftwerk Bukse Fjord erzeugten elektrischen Energie nach Nuuk.